# Culture égyptienne
La culture égyptienne désigne ici la culture contemporaine, les pratiques culturelles observables de ses 104 000 000 d'habitants (estimation 2021), sur les bases des cultures antiques de l'Égypte.

## Langues
- Langues en Égypte, Langues d'Égypte
  - Arabe standard moderne, Arabe égyptien, Arabe, arabe saʿïdi, arabe bédouin de l'Est de l'Égypte (en), arabe soudanais
  - Siwi, Copte (Bohaïrique), Nobiin (nubien), Domari, Bedja
- Catégorie:Groupe ethnique par pays
- Catégorie:Groupe ethnique en Afrique
  - Arabes, Bédouins, Berbères, Coptes,
  - Levantins, Syro-Libanais d'Égypte
  - Siwis, Ababdehs, Amarars (en), Banu Hassan, Bedjas, Bisharin, Hadendoas, Hedarebs, Ma'aza (de)
  - diverses diasporas, africaines, asiatiques, européennes...
- Catégorie:Diaspora égyptienne

## Traditions

### Religion(s)
- Religion en Égypte, Catégorie:Religion en Égypte, Catégorie:Religieux égyptien
- Listes en relation avec la religion en Égypte (en)
- Violences d'origine religieuse en Égypte (ar)
- Controverse concernant les documents d'identité égyptiens (en)
- Loi sur le blasphème en Égypte (en), Ministère du culte (en), Apostasie
- Islam en Égypte (80-90 %), Sunnisme, Chiisme, Frères musulmans, Nahda, Islam libéral
  - Musée islamique du Caire (1903), Université al-Azhar, Niqāb en Égypte (en)
- Christianisme en Égypte (10 % environ), Catégorie:Christianisme en Égypte, Chrétiens égyptiens (en)
  - Église copte orthodoxe, Catégorie:Église copte orthodoxe, Patriarcat orthodoxe d'Alexandrie, Église syriaque orthodoxe, Église apostolique arménienne, Calendrier copte, Synaxaire copte, Chenouté, Catégorie:Église orthodoxe en Égypte, Archevêché du Sinaï, Monastère Sainte-Catherine du Sinaï, Ibn al-Rāhib, Ibn Kabar, famille Awlâd al-'Assâl, église Al-Mu'allaqah, Musée copte du Caire (1910), Stephen Emmel (en), Bibliothèque de Nag Hammadi, Persécution des coptes
  - Catholicisme en Égypte, Catégorie:Catholicisme en Égypte, Église catholique copte, Jacob Muyser (1896-1956), Église grecque-catholique melchite, Église maronite, Église latine, Église catholique chaldéenne, Liste des diocèses catholiques d'Égypte (en), Liste des saints d'Afrique (en)
  - Protestantisme en Égypte (en), Église évangélique copte ((Synode du Nil), Église adventiste du septième jour, Témoins de Jéhovah, Open Brethren (en), Exclusive Brethren (en), Church of God of Prophecy (en) (Pentecôtisme), Pentecostal Church of God (en), Église pentecôtiste internationale de sainteté, Diocèse anglican d'Égypte (en), Église épiscopalienne de Jérusalem et du Moyen-Orient, Église méthodiste libre, Baptisme, Assemblées de Dieu...
- Spiritualités minoritaires
  - Histoire des Juifs en Égypte, Catégorie:Histoire des Juifs en Égypte, Liste de synagogues en Égypte (en)
  - Hindouisme en Égypte (en)
  - Bouddhisme en Afrique (en) (dont l'Égypte)
  - Foi Baha'ie en Égypte (en)
  - Scientologie en Égypte (en)
- Religions traditionnelles africaines, Zār, Mazaher (en)
- Rejet des spiritualités religieuses, Irréligion en Égypte (en), Athéisme en Égypte (arz), Liberté de religion en Égypte (en)

### Symboles
- Armoiries de l'Égypte
- Drapeau de l'Égypte
- Hymne national (depuis 1979) :Biladi, Biladi, Biladi
- Devise nationale : Silence et patience, liberté, socialisme, unité
- Épopée nationale : Story of Sinuhe
- Personnification : La Mère du Monde, Om El Donia
- Saint patron chrétien : Marc (évangéliste)
- Emblème végétal : Lotus
- Animal national : Aigle des steppes

### Folklore et Mythologie
- Mythologie égyptienne, Catégorie:Mythologie égyptienne
- Rhodope, El Naddaha (en), Roman de Baïbars, Djinn

### Croyances
- Zerzura, oasis mythique

## Famille
- Jeunesse en Égypte

### Noms
- Nom personnel, Nom de famille, Prénom, Postnom, Changement de nom, Anthroponymie
- Noms de personnes en arabe
- Prénoms égyptiens, Prénoms arabes
- Titres honorifiques arabes

### Mariage

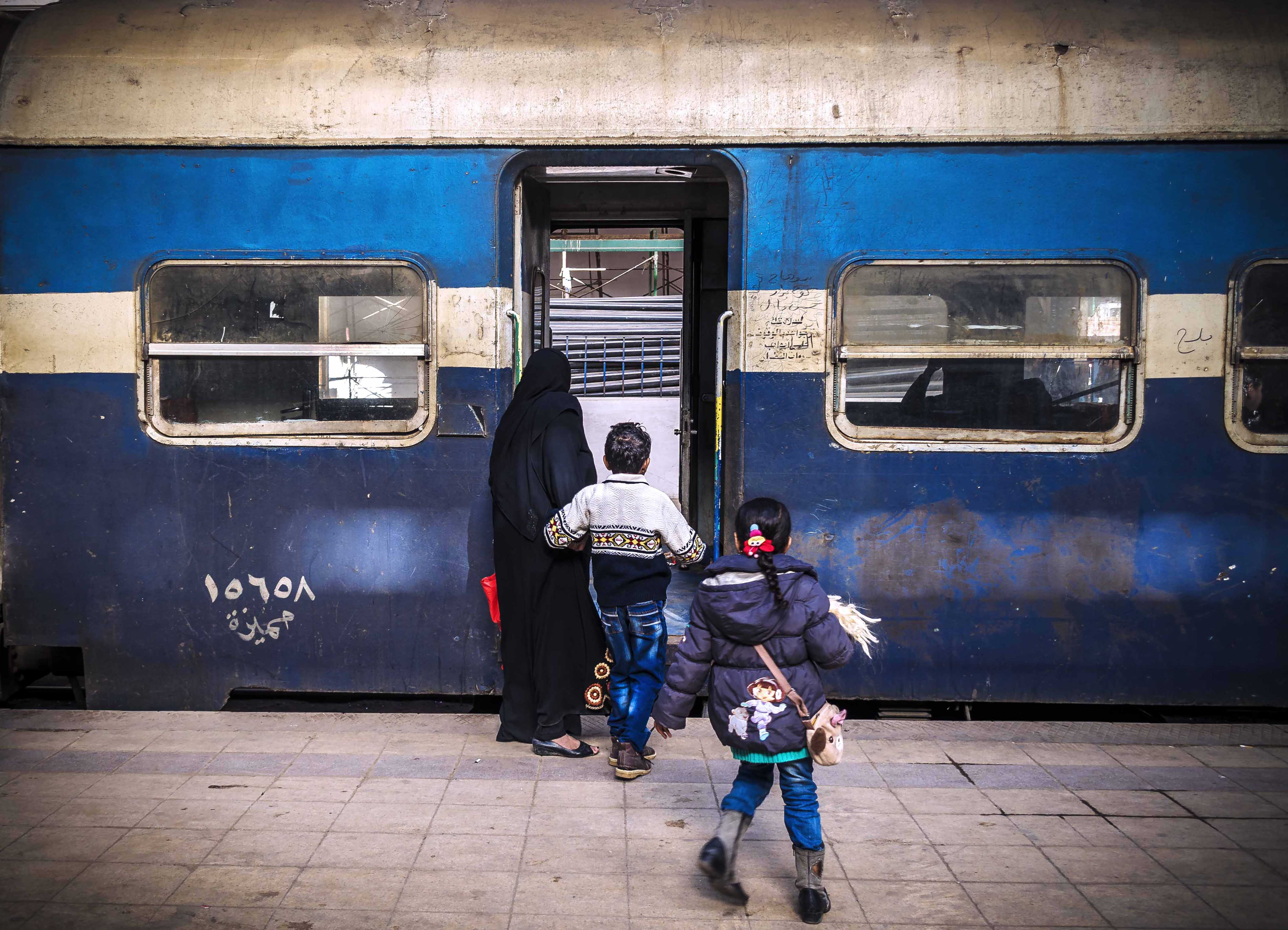
Mère portant le voile, tenues modernes pour les enfants.

- Mariage, union, partenariat en Égypte
- Genre en Égypte
- Sexisme en Égypte
- Inégalité en genre en Égypte (en)
- Droits des femmes en Égypte
- Sexualité en Égypte
- Agressions sexuelles de masse en Égypte
- Prostitution en Égypte (en)
- LGBT en Égypte

### Décès
- Mort en Égypte
- Funérailles en Égypte

## Société
- Société égyptienne, Société égyptienne (rubriques)

### Groupes humains
- Arabes, Berbères
- minorités locales : Coptes, Coptes d'Égypte, Sa'idis (en), Zabbaleen, Huteimi (en), Kouloughlis, Nubiens, Bisharin, Siwis, Ababdehs, Amarars (en), Banu Hassan, Bedjas, Bisharin, Hadendoas, Hedarebs, Ma'aza (de)
- diasporas européennes : Mutamassirun (en), Albanais d'Égypte (de), Magyarabes, Arméniens d'Égypte (en), Circassiens d'Égypte (en), Abazines, Grecs d'Égypte, Maltais d'Égypte (en), Turcs d'Égypte (en), Italiens d'Égypte (en)
- diasporas asiatiques : Pakistanais d'Égypte (arz), Malais en Égypte, Philippins d'Égypte (en), Roms d'Égypte (en), Indiens d'Égypte (en), Chinois d'Égypte (en), Japonais d'Égypte (en), Coréens d'Égypte (en)
- diasporas moyen-orientales : Palestiniens d'Égypte (en), Libanais d'Égypte (en), Syro-Libanais d'Égypte, Levantins
- diasporas africaines : Réfugiés soudanais en Égypte (en),
- Diaspora égyptienne (rubriques)
- Immigrants en Égypte
- Expatriés en Égypte
- Listes d'Égyptiens
- Liste d'Égyptiens (en)

### Fêtes

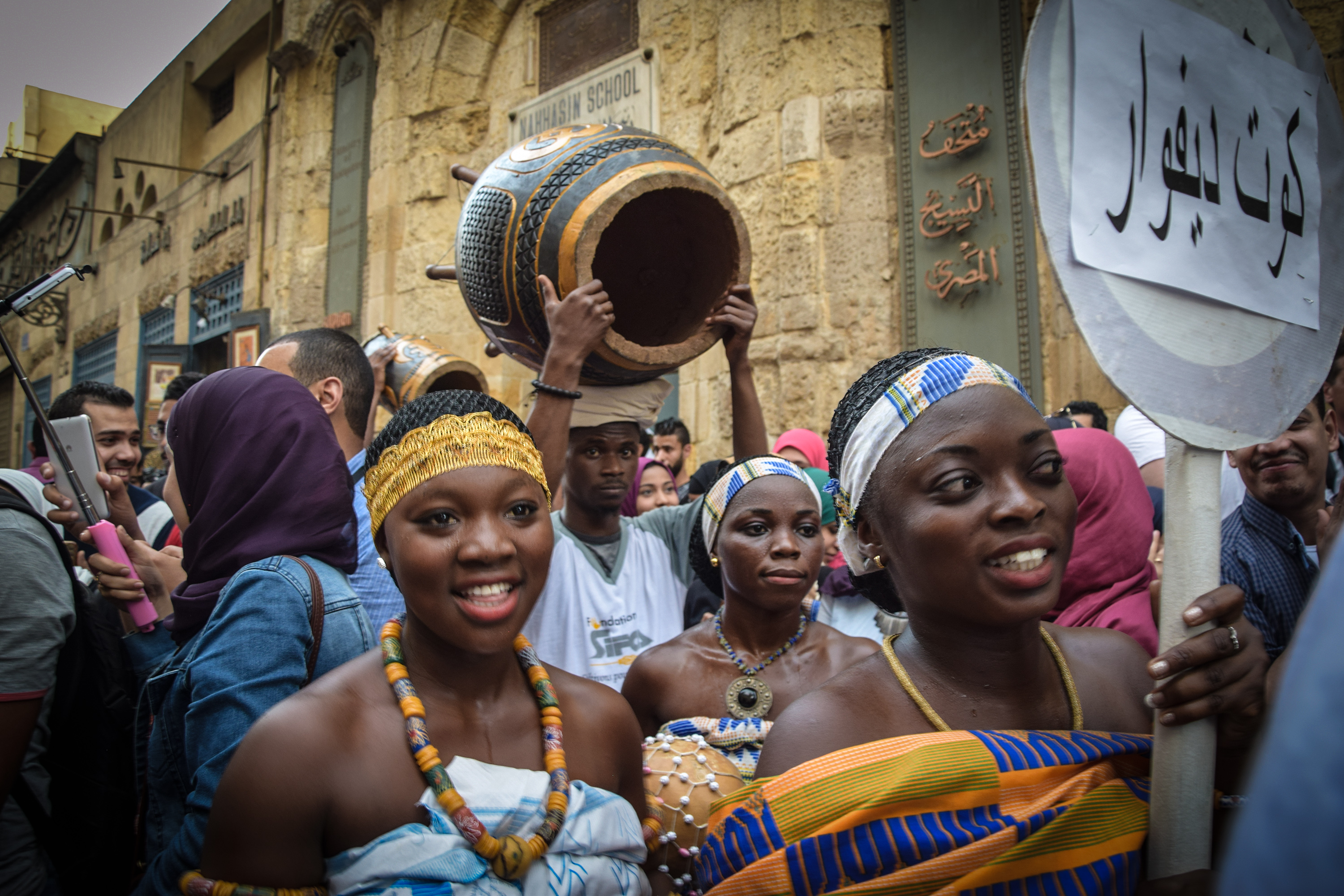
La rue Muizz en fête (Le Caire).

- Jours fériés en Égypte (en)

### Droit
- Criminalité en Égypte
- Violence en Égypte
- Prostitution en Égypte (en)
- Viol en Égypte (en)
- Corruption en Égypte (en)
- Racisme en Égypte (en)
- Inégalités en Égypte, Liste des pays par la redistribution des richesses (en)
- Droits de l'homme en Égypte, Droits de l'homme en Égypte (en)
- Rapport 2016 d'Amnesty International

### Éducation
- Éducation en Égypte, Éducation en Égypte (rubriques), Système éducatif en Égypte
- Science en Égypte (rubriques)
- Frédéric Abécassis, L'enseignement du français en Égypte dans les années 1920[1]

### État
- Histoire de l'Égypte
- Politique en Égypte
- List of wars involving Egypt (en)
- Classement international de l'Égypte (en), Liste des pays par taux d'alphabétisation, Liste des pays par IDH

### Stéréotypes
- Glossaire de l'Égypte

## Arts de la table

### Cuisine(s)
- Cuisine égyptienne, Cuisine égyptienne (rubriques)
- Cuisine méditerranéenne, Cuisine méditerranéenne (rubriques), Cuisine du Moyen-Orient (rubriques)
- Mloukhiya, Chich taouk, Foul, Ka'ak...
- Fromages égyptiens (en)

### Boisson(s)
- Eau
- Zythum
- Thé, Thé koshari, Thé Saiidi, infusions, Karkadeh (en) (d'hibiscus), boisson de caroube, boisson au tamarin, café, aseer asab (jus de canne), sobia...
- Viticulture en Égypte, Muscat d'Alexandrie

## Santé
- Santé, Santé publique, Protection sociale
- Santé en Égypte, Santé en Égypte (rubriques)
- Système de santé en Égypte (en)
- Chronologie de la santé en Égypte
- Drogues en Égypte, Cannabis en Égypte (en)

### Jeux populaires
- Divertissements en Égypte

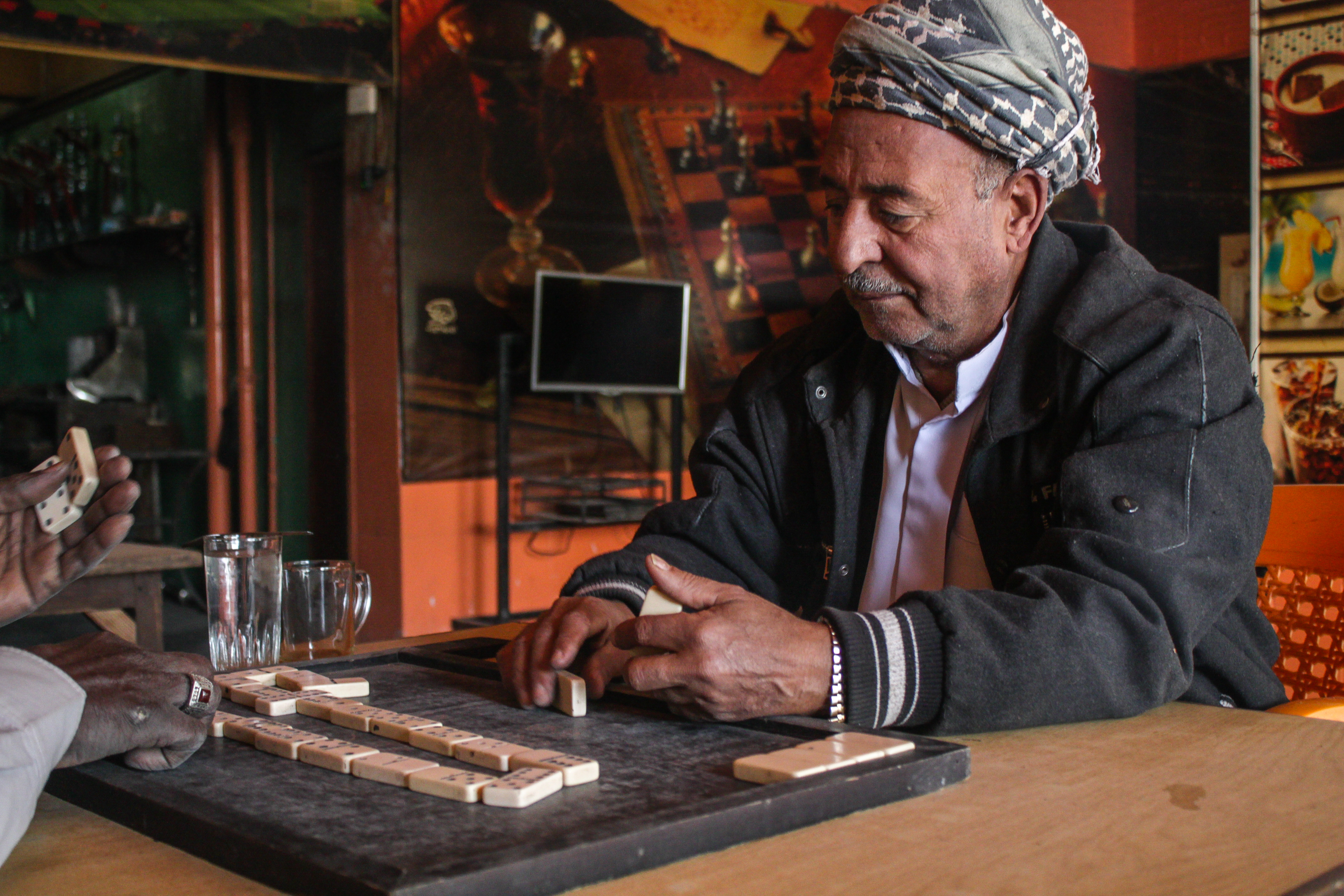
Dominos.
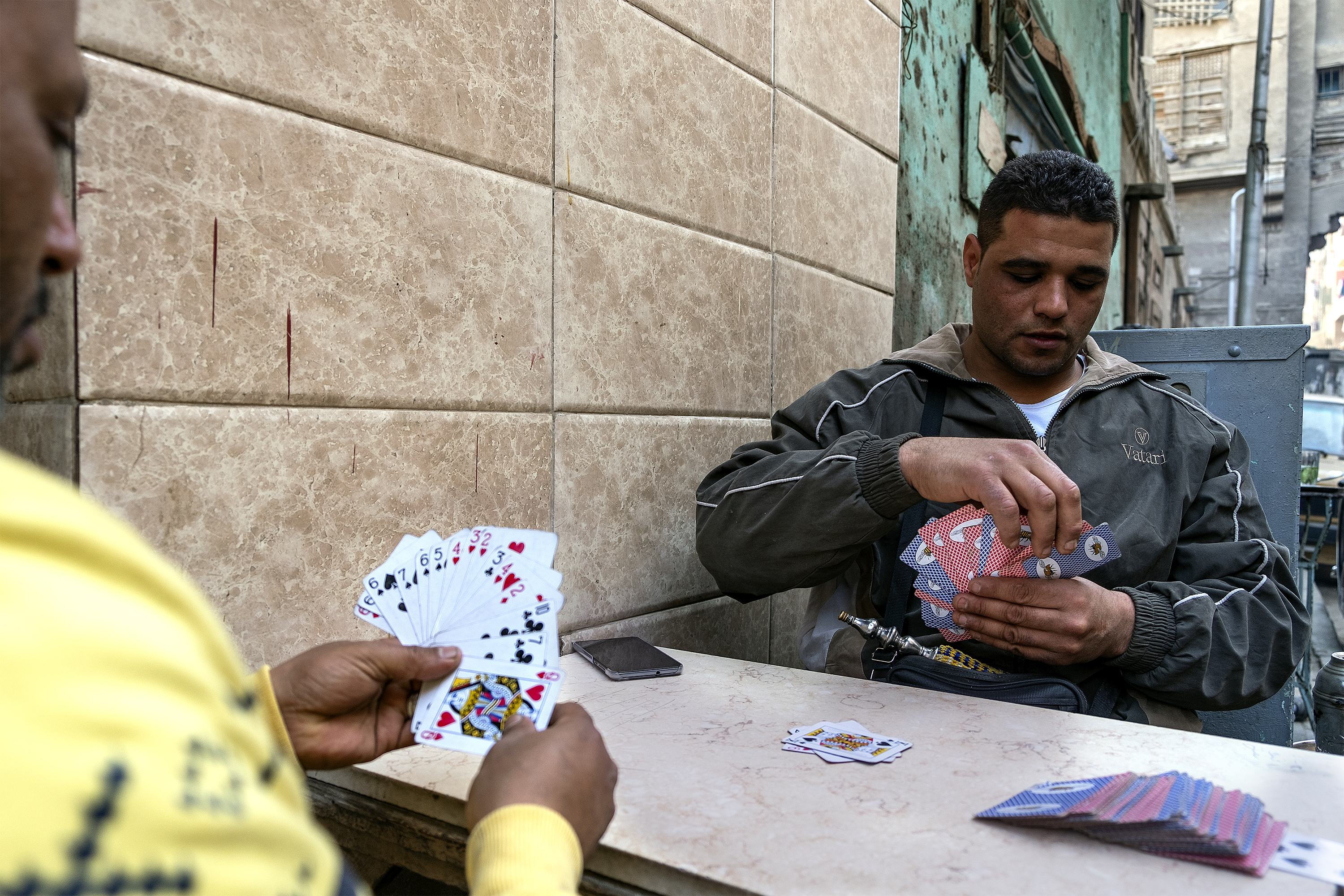
Cartes à jouer.
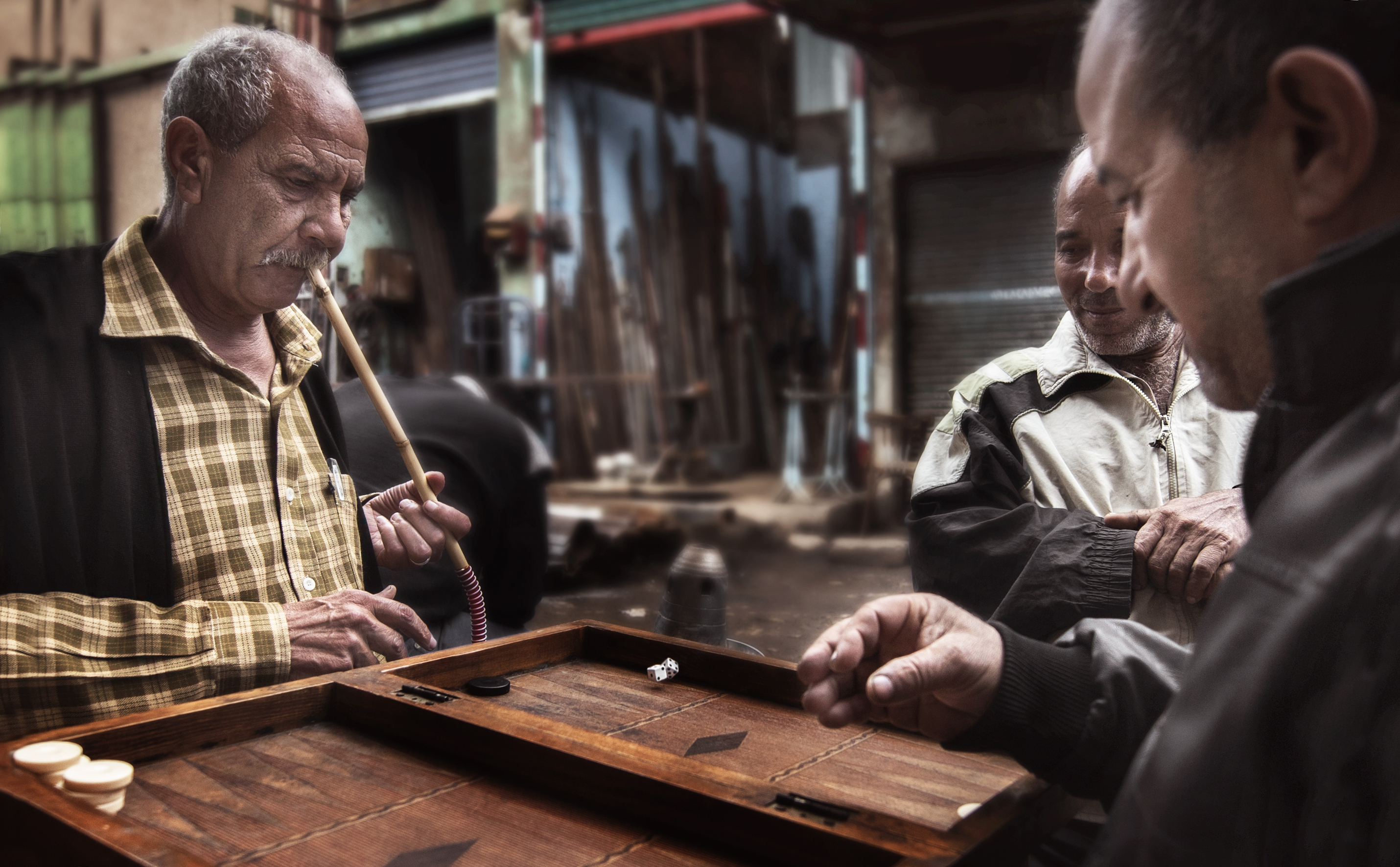
Dés.
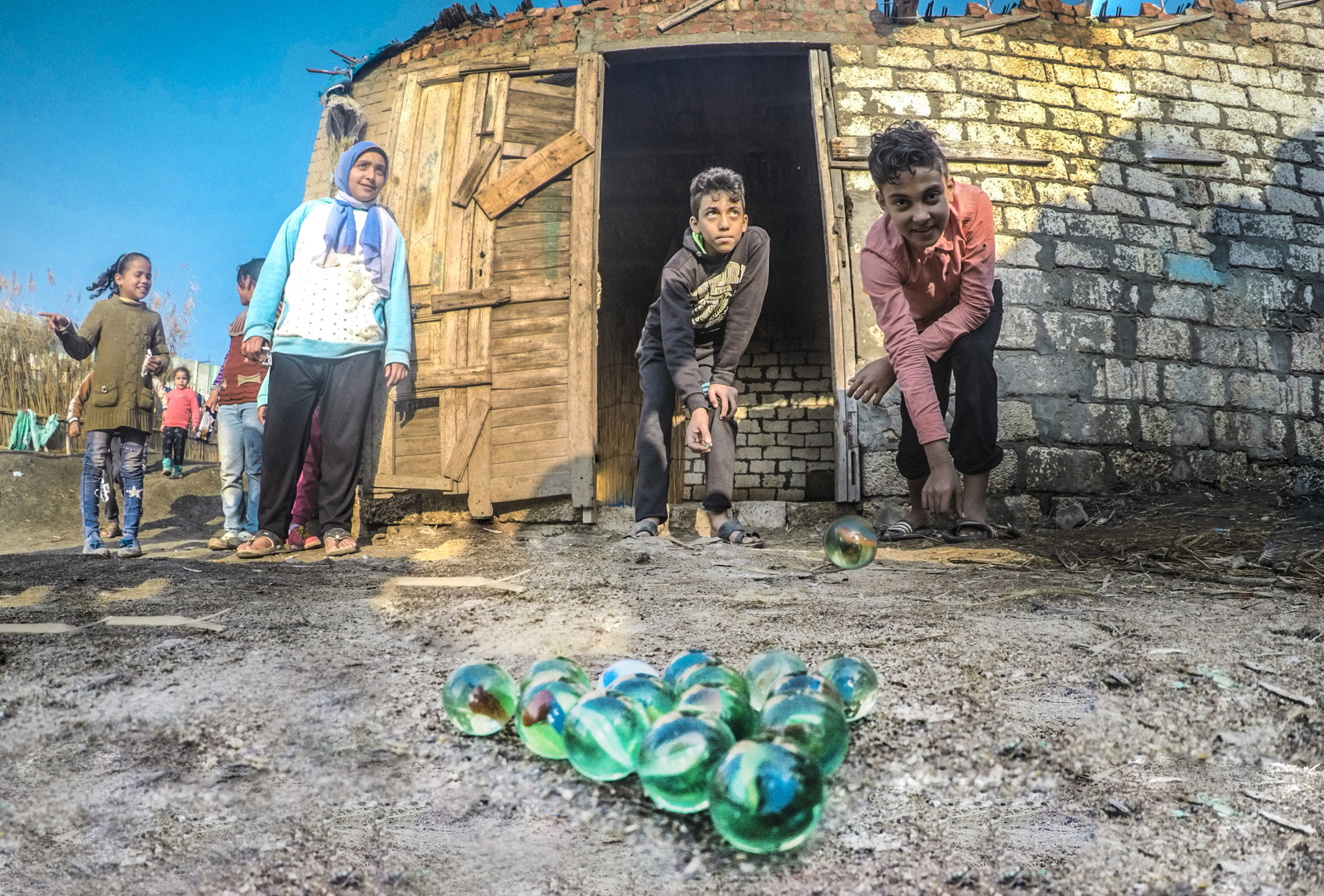
Bali.
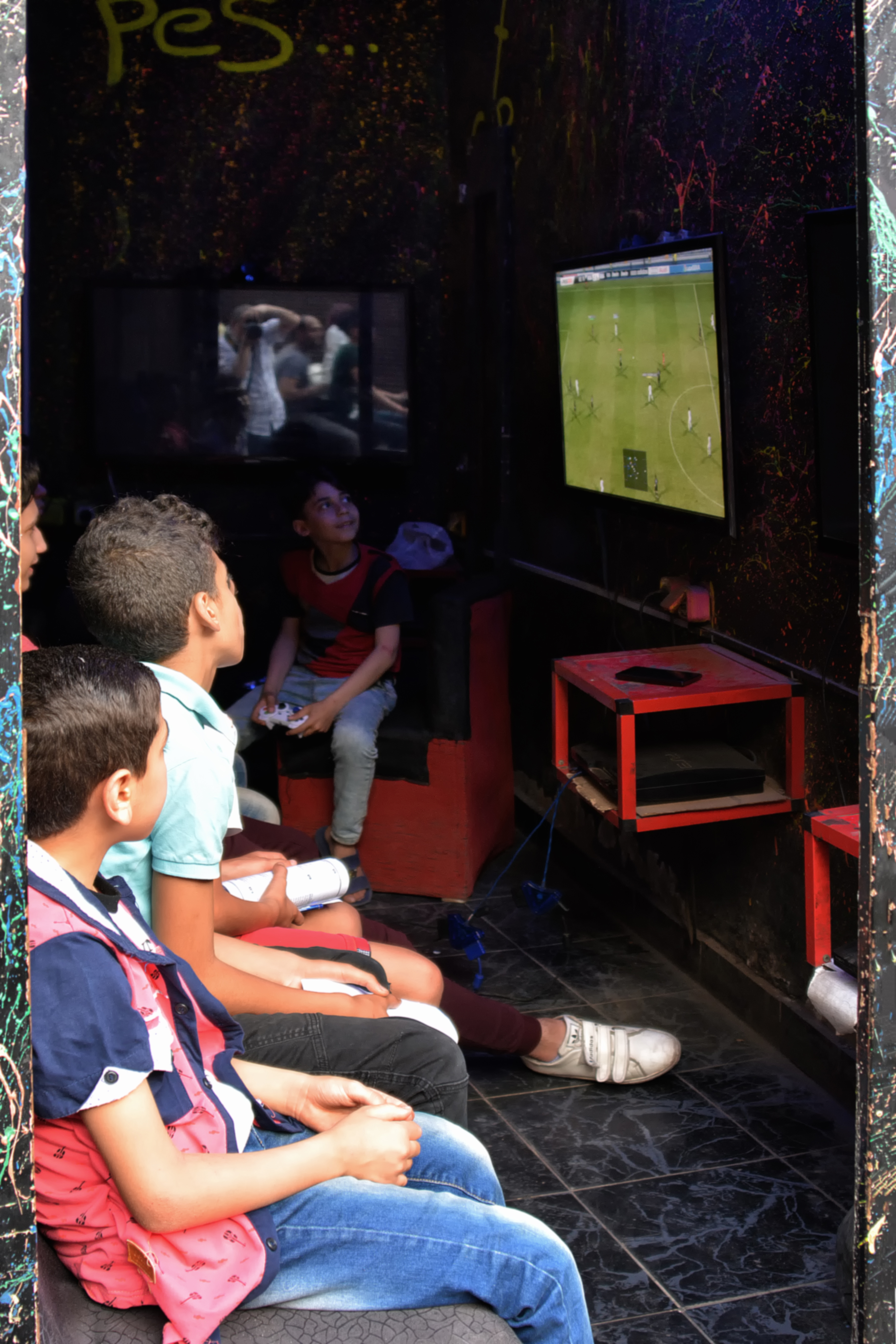
Télévision.

### Sports
- Sport en Égypte (en), Sport en Égypte (rubriques), Sport en Égypte
- Sportifs égyptiens, Sportives égyptiennes
- Événements sportifs en Égypte
- Égypte aux Jeux olympiques
- Égypte aux Jeux paralympiques
- Jeux de la francophonie
- Handisport en Égypte (rubriques)
- Jeux africains ou Jeux panafricains, depuis 1965, tous les 4 ans (...2011-2015-2019...)

Les sports les plus populaires au début du XXIe siècle sont le football (Football en Égypte (en)), le basket-ball, le handball, le squash, le tennis, le roller hockey.
Dans les années 1930-1940, on appréciait l'haltérophilie, la lutte, la boxe anglaise, comme l'attestent les participations aux Jeux Olympiques

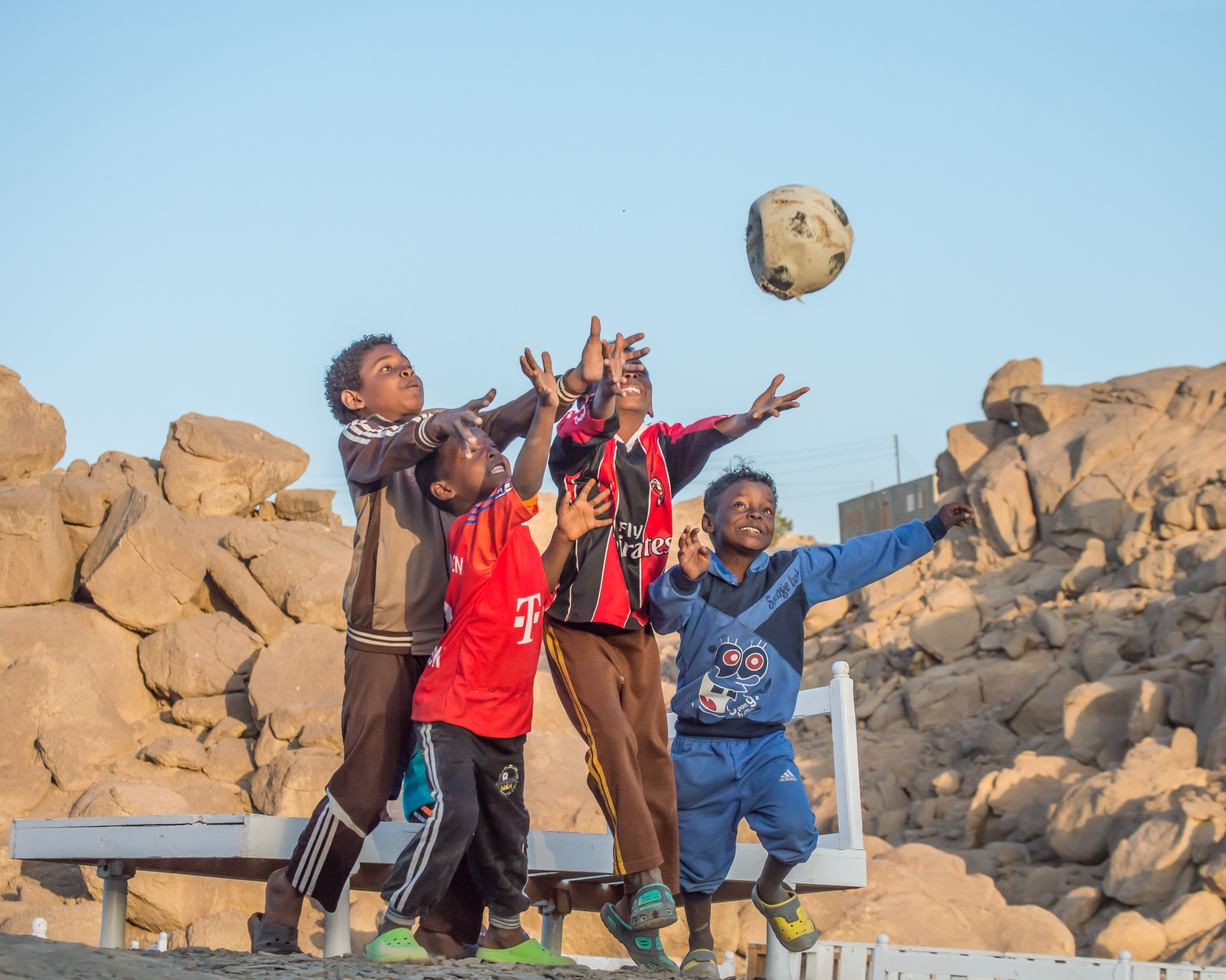
Football.
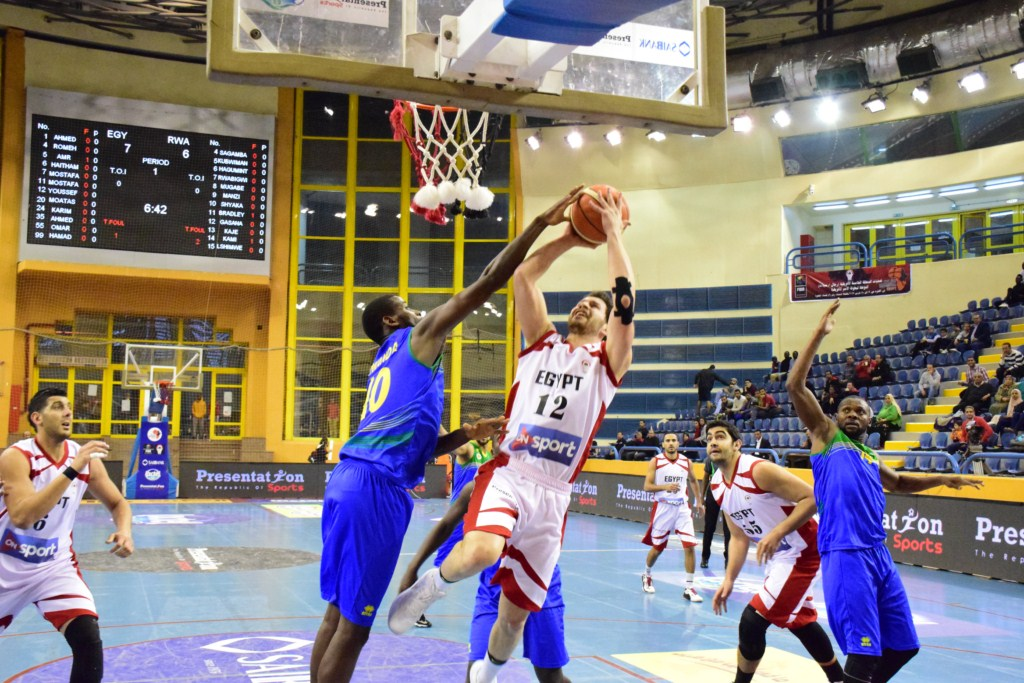
Basket-ball.
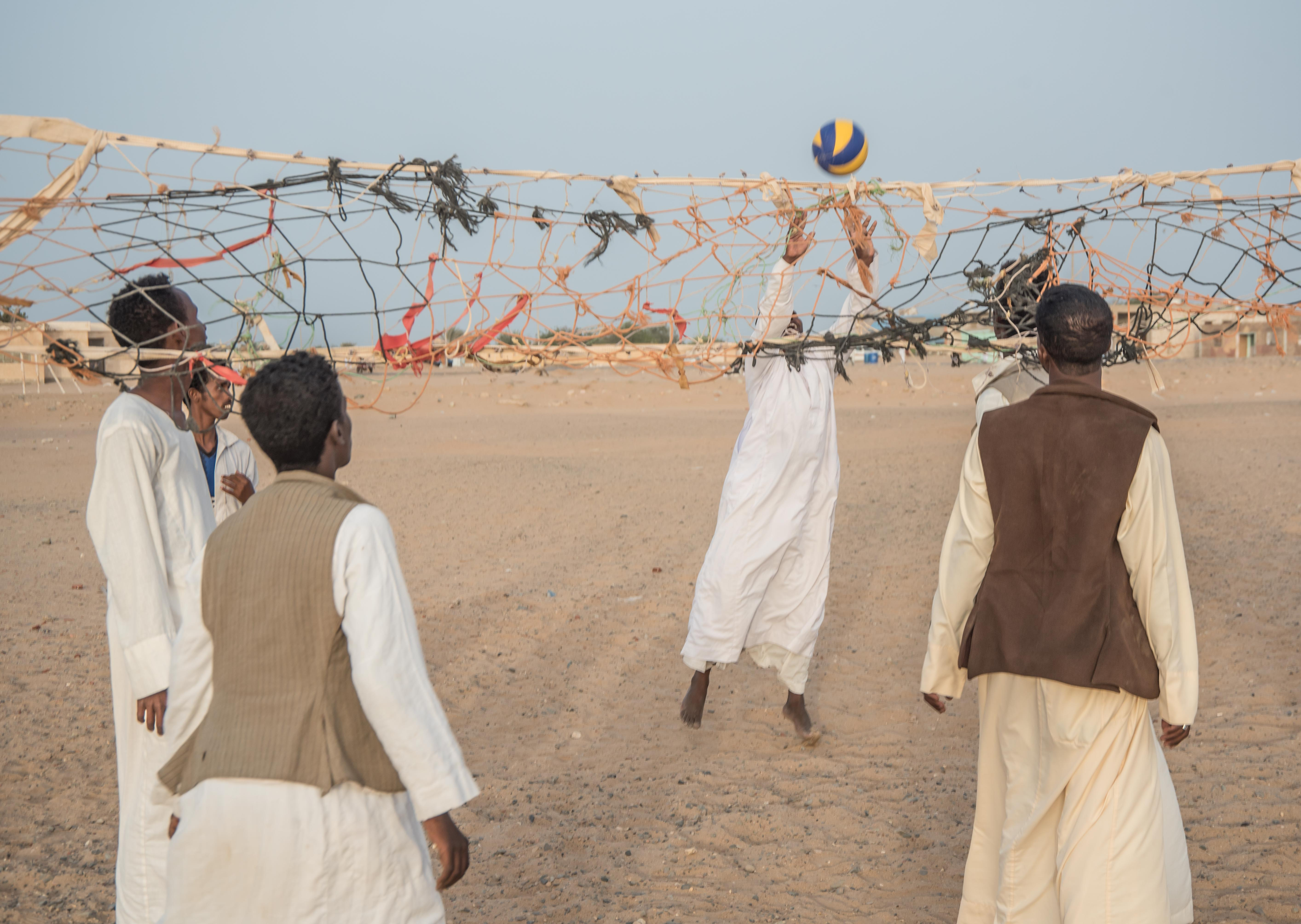
Volley-ball.
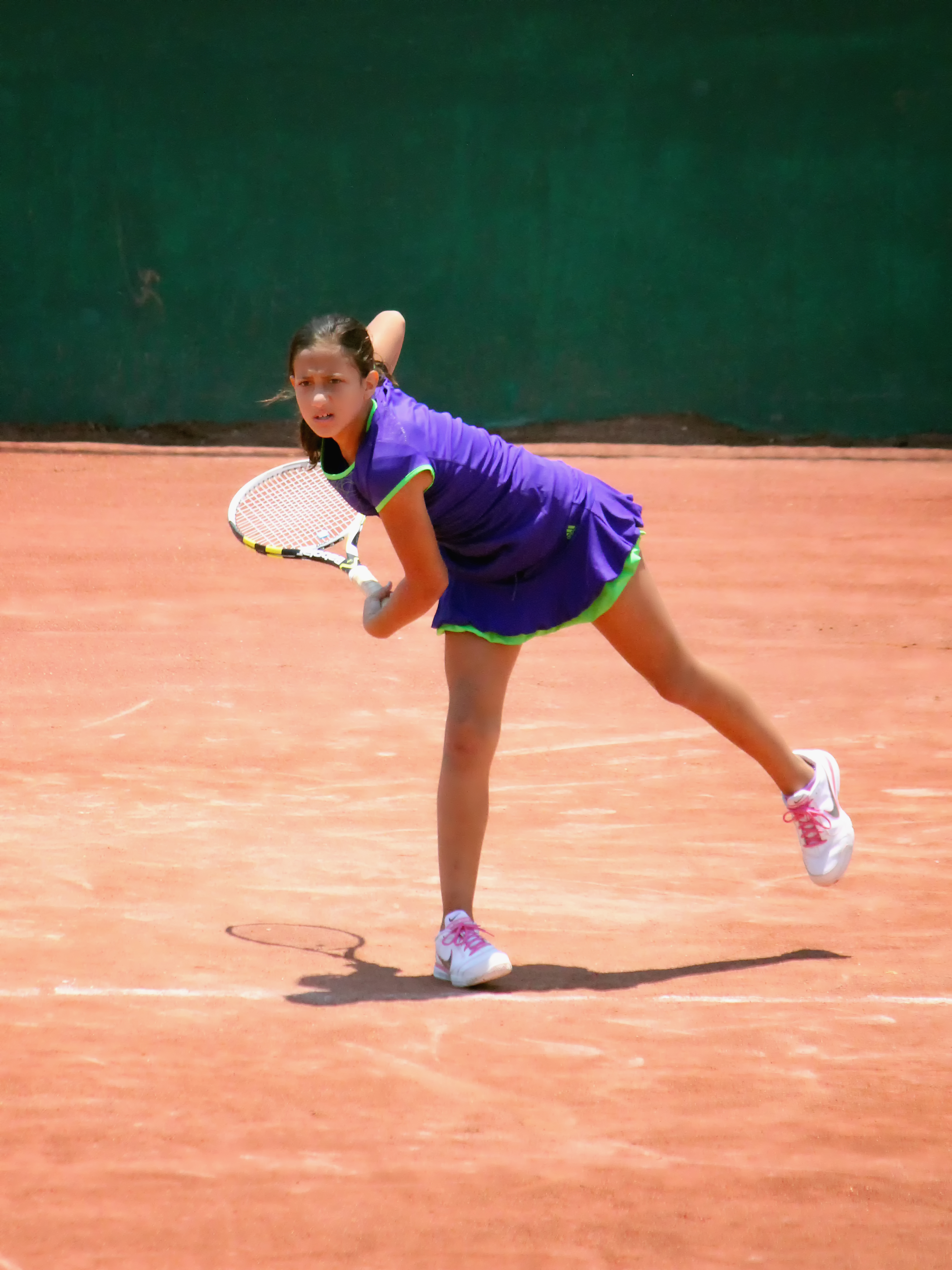
Tennis.
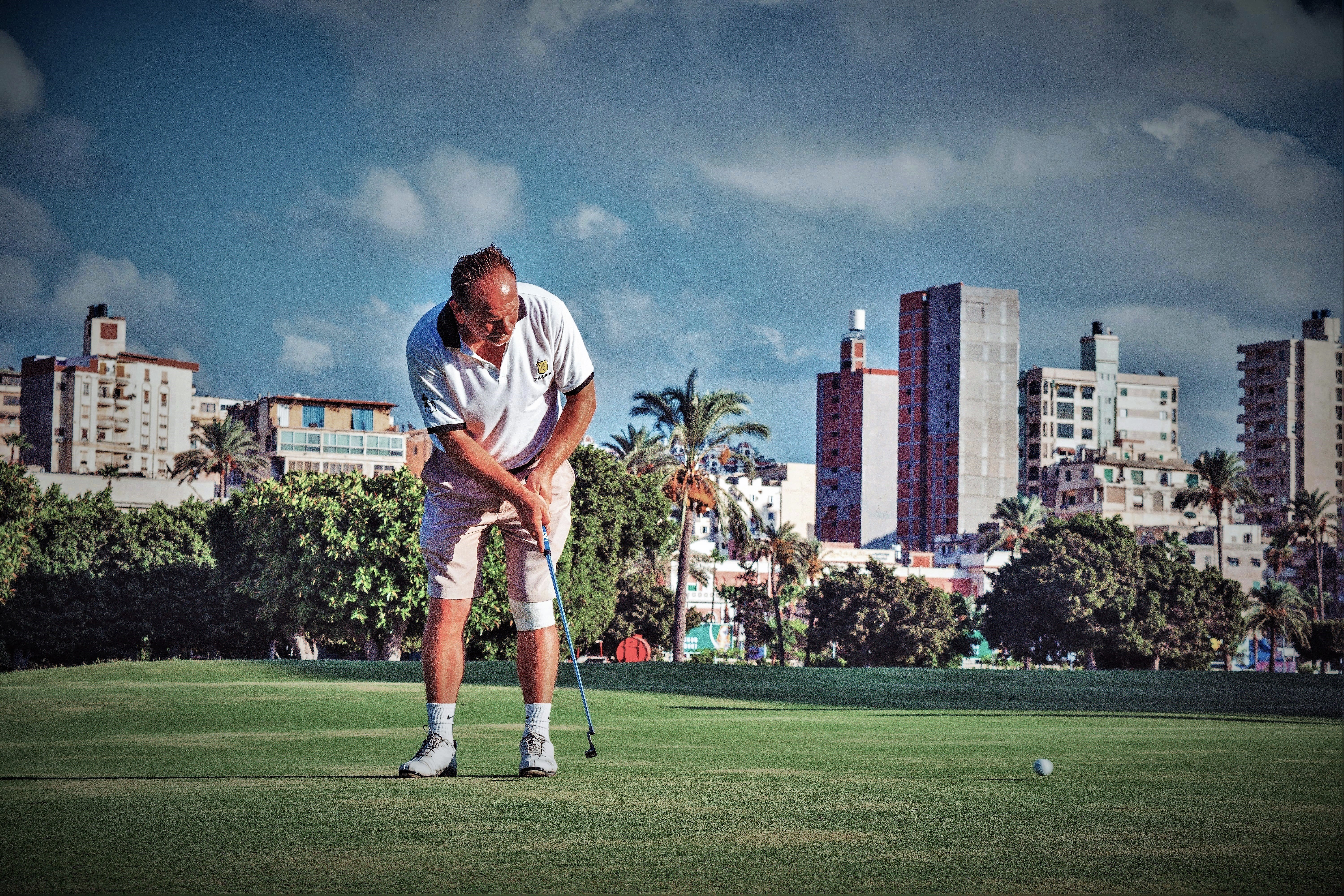
Golf.

#### Arts martiaux
- Arts martiaux en Égypte

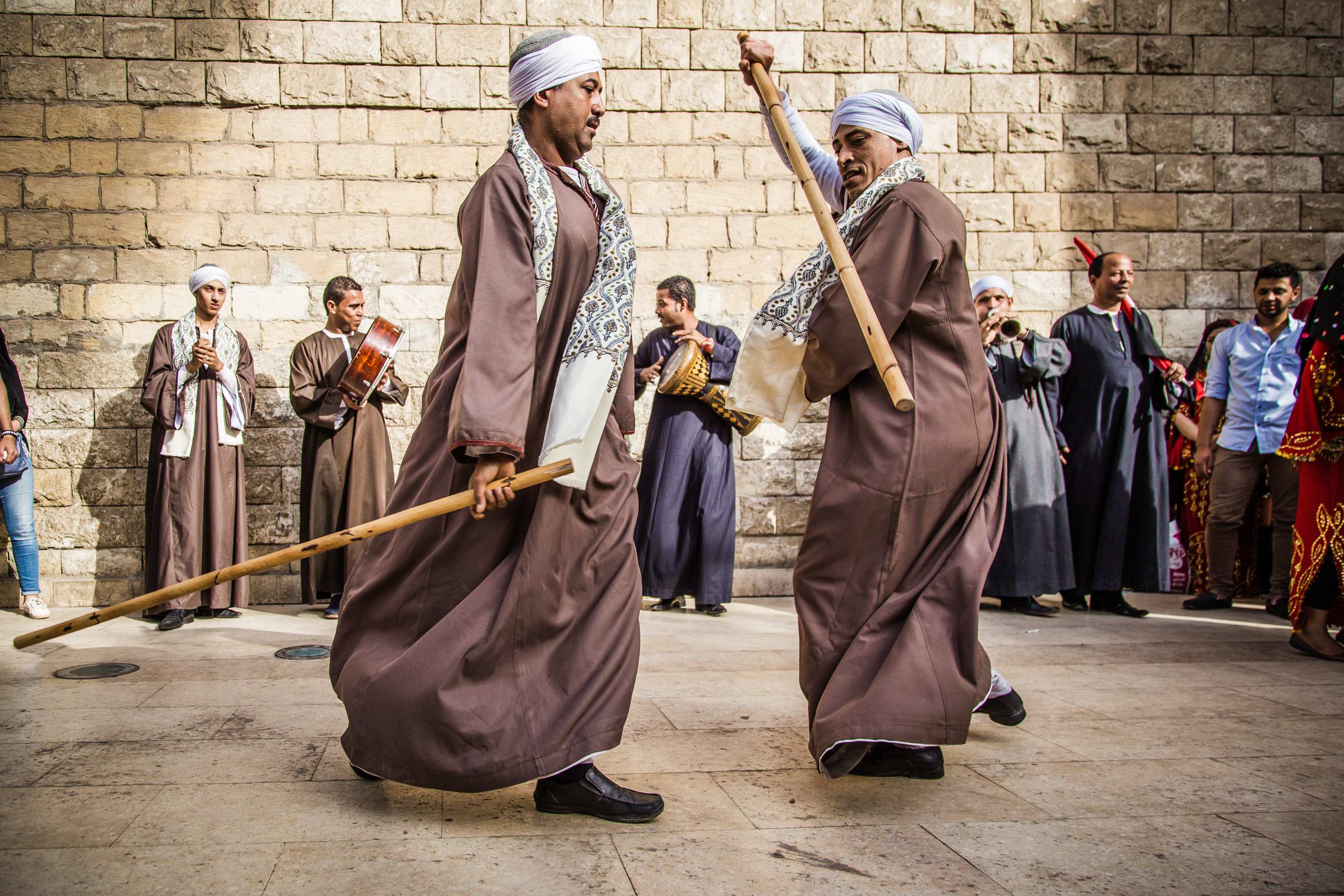
Le tahtib traditionnel devenu spectacle.

- Liste des luttes traditionnelles africaines par pays

## Média
- Médias en Égypte, Media of Egypt (en)
- Middle East News Agency (MENA)
- Télécommunications en Égypte (en)
- Journalistes égyptiens

### Presse écrite
- Presse écrite en Égypte
- Liste de journaux en Égypte
- Magazines égyptiens, List of magazines in Egypt (en)

### Radio
- Radio en Égypte (rubriques)
- Liste des stations de radio en Égypte, Stations de radio en Égypte

### Télévision
- Télévision en Égypte (rubriques)
- Télévision en Égypte, Télévision en Égypte (en)

### Internet (.eg)
- Internet en Égypte (en)[2]
- Sites web par pays,
  - d'information : Arab-West Report, Egyptian Streets, El Koshary Today, Mada Masr, Masrawy, Superkoora
- Internet Revolution Egypt (en) (2011)
- Presse en ligne[3]
- Blogueurs par nationalité, Blogueurs égyptiens
- YouTubeurs égyptiens : Sherif Gaber, Haggagovic

## Littérature
- Littérature égyptienne
- Liste alphabétique d'écrivains égyptiens modernes
- Littérature de langue arabe, Littérature arabe moderne
- Écrivains égyptiens francophones, Albert Cossery, Edmond Jabès, Joyce Mansour, Wacyf Boutros-Ghali, Boutros Boutros-Ghali, Littérature de langue française
- Œuvres littéraires égyptiennes
  - Romans égyptiens, Contes égyptiens, Pièces de théâtre égyptiennes
  - L’épopée Al-Sirah al-Hilaliyyah
- Prix littéraires en Égypte : Prix Naguib-Mahfouz
- Magazines littéraires égyptiens : Adab wa Naqd, Akhbar Al-Adab, Az-Zuhur (magazine), Al-Hilal (magazine), Ibdaa (magazine), Weghat Nazar
- Littérature copte
  - ancienne, essentiellement religieuse chrétienne : Bibliothèque de Nag Hammadi, Morgan Library and Museum, Coptic versions of the Bible (en)
  - moderne : Salama Moussa (1887-1958), Édouard Al-Kharrat (1926-2015)
- Littérature juive
  - Guenizah du Caire, dépôt de (200 000) documents en hébreu, arabe et araméen, concernant le judaïsme
  - Papyrus d'Éléphantine, collection de manuscrits juifs anciens

## Artisanats
- Arts appliqués, Arts décoratifs, Arts mineurs, Artisanat d'art, Artisan(s), Trésor humain vivant, Maître d'art
- Musées d'art et galeries en Égypte
- Artistes par nationalité, Artistes égyptiens

### Arts graphiques
- Calligraphie, Enluminure, Gravure, Origami

### Design
- Design par pays
- Designers égyptiens

### Textiles

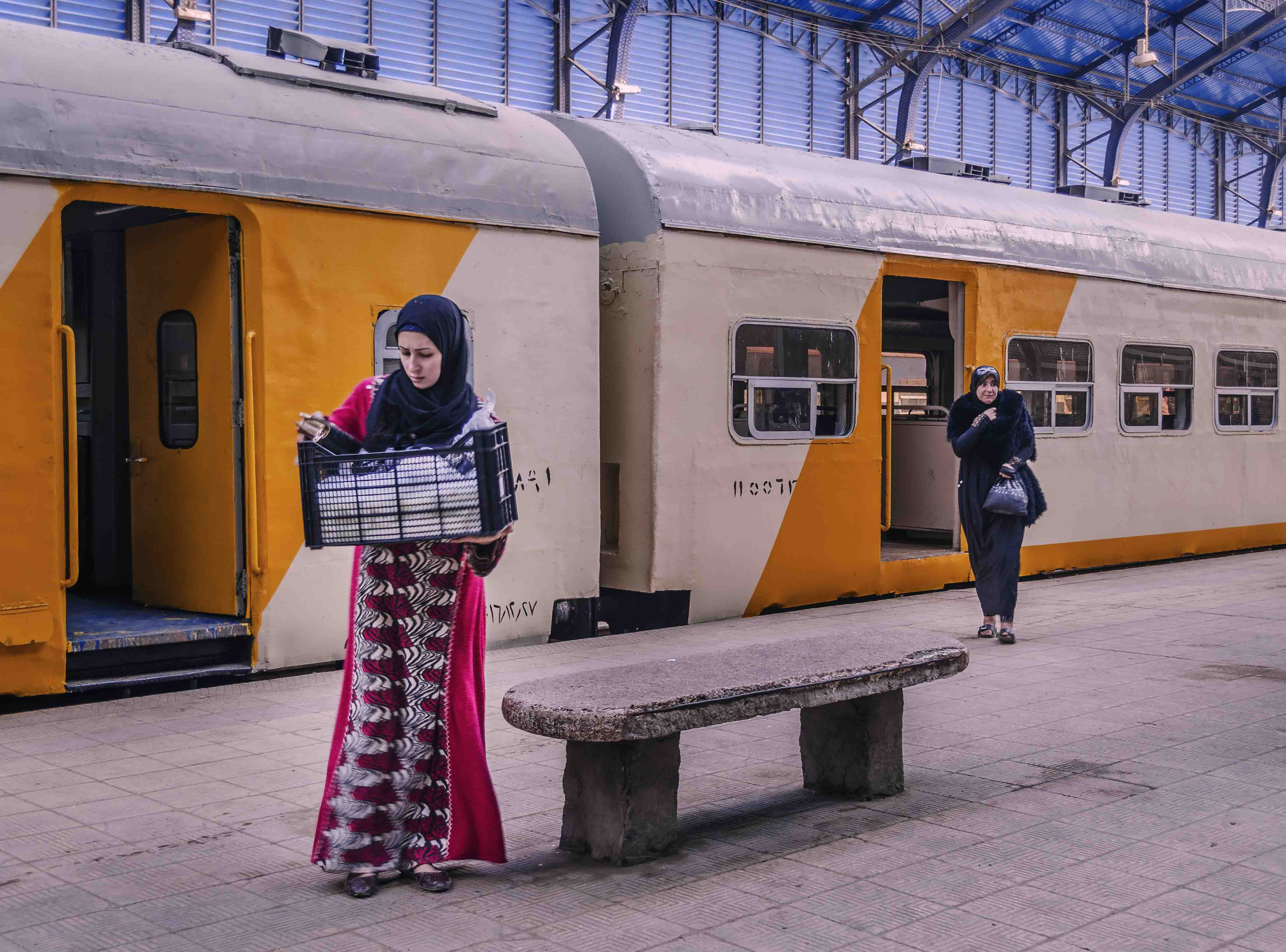
Sur un quai de gare, deux femmes, deux styles.

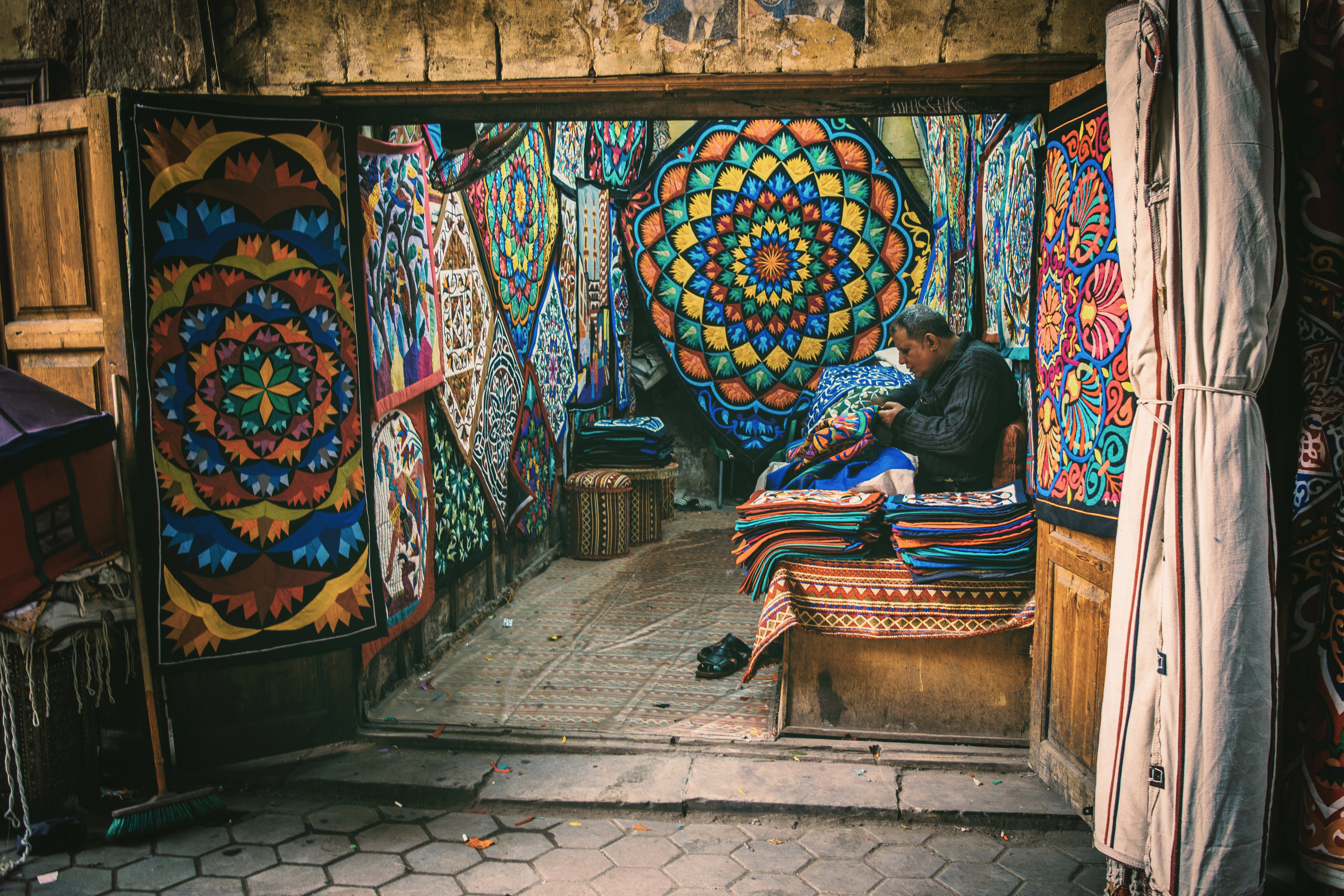
Confection de tapisseries.

- Art textile, Arts textiles, Fibre, Fibre textile, Design textile
- Mode, Costume, Vêtement, Confection de vêtement, Stylisme
- Technique de transformation textile, Tissage, Broderie, Couture, Tricot, Dentelle, Tapisserie,
- Textile, Costume traditionnel
- Costumes traditionnels égyptiens
- Tapis
- Musées du textile en Égypte

### Cuir
- Maroquinerie, Cordonnerie, Fourrure

### Papier
- Papier, Imprimerie, Techniques papetières et graphiques, Enluminure, Graphisme, Arts graphiques, Design numérique

### Bois
- Travail du bois, Boiserie, Menuiserie, Ébénisterie, Marqueterie, Gravure sur bois, Sculpture sur bois, Ameublement, Lutherie

### Métal
- Métal, Sept métaux, Ferronnerie, Armurerie, Fonderie, Dinanderie, Dorure, Chalcographie

### Poterie, céramique, faïence
- Mosaïque, Poterie, Céramique, Terre cuite
- Poterie égyptienne

### Verrerie d'art
- Art verrier, Verre, Vitrail, Miroiterie
- Maîtres verriers

### Joaillerie, bijouterie, orfèvrerie
- Lapidaire, Bijouterie, Horlogerie, Joaillerie, Orfèvrerie
- Orfèvres égyptiens

### Espace
- Architecture intérieure, Décoration, Éclairage, Scénographie, Marbrerie, Mosaïque
- Jardin, Paysagisme
- Architectes paysagistes par nationalité
- Architectes d'intérieur par nationalité

## Arts visuels
- Arts visuels, Arts plastiques, Art brut, Art urbain
- Catégorie:Art égyptien
- Catégorie:Artiste égyptien
- Art contrmporain en Égypte (en)
- Artistes contemporains égyptiens, Liste d'artistes égyptiens (en)
- Catégorie:Prix artistique en Égypte
- Musée d'art modern en Égypte (en) (Port-Saïd)
- Musée des Beaux-Arts d'Alexandrie (en)
- Centre Gezira d'art moderne (en) (Île de Gezira, Le Caire)
- Galerie Townhouse (1998, Le Caire)

### Dessin
- Bande dessinée égyptienne
- Gravure par pays
- Dessinateurs égyptiens
- Illustrateurs égyptiens
- Caricaturistes égyptiens
- Affichistes égyptiens
- Calligraphes égyptiens
- Enlumineurs égyptiens

### Peinture
- Peinture, Peinture par pays

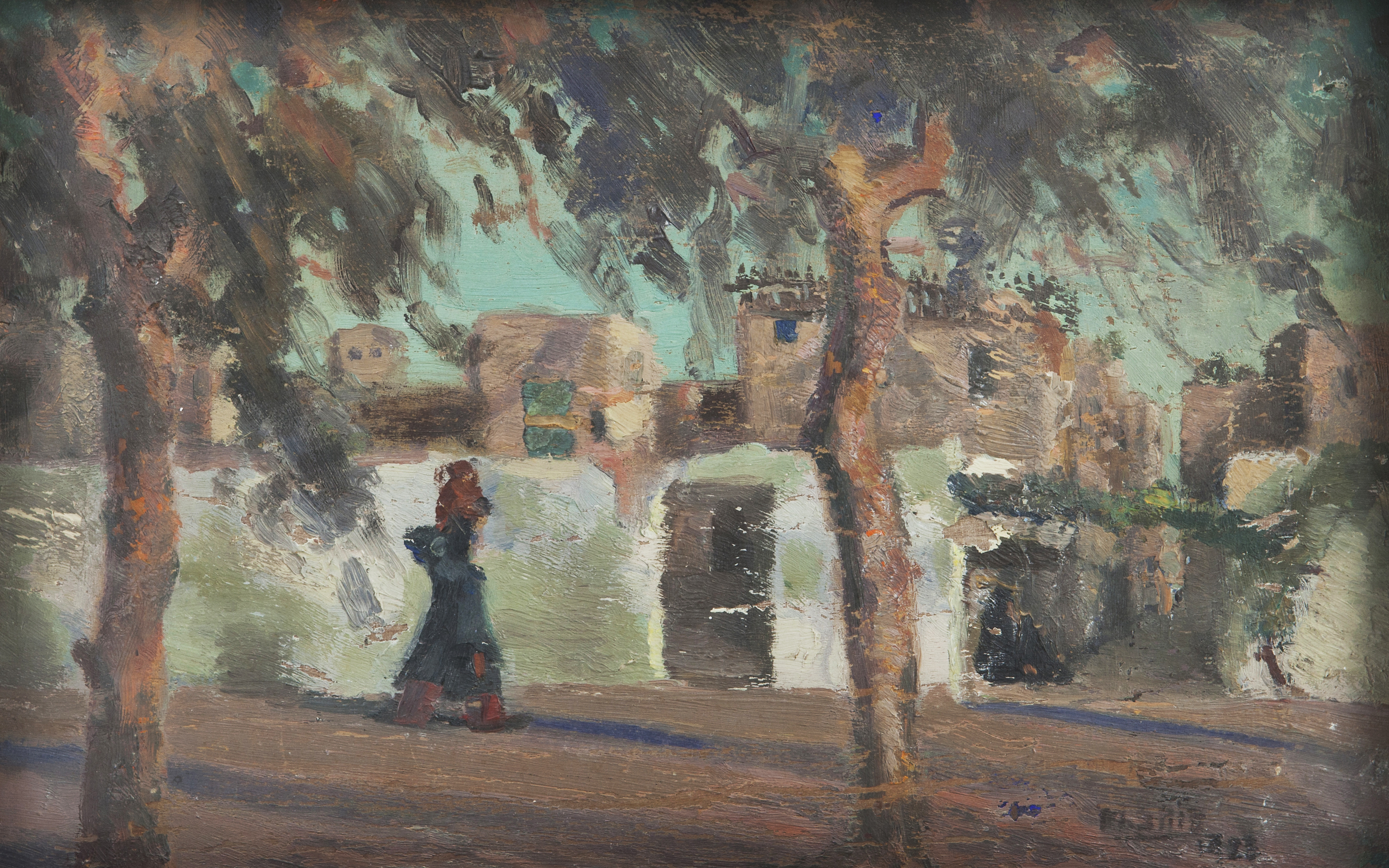
Mahmoud Sa'id, Village, 1923

- Peintres égyptiens, Liste de peintres égyptiens, dont
  - Mahmoud Sa'id (en) (1897-1964)
  - Chafik Charobim (en) (1894-1975)
  - Tahia Halim (1919-2003)
  - Ahmed Morsi (en) (1930-)
  - Gazbia Sirry (1925-2021)
- Peinture murale en Égypte
- Graffiti, Graffiti en Égypte

### Sculpture
- Sculpture, Sculpture par pays
- Catégorie:Sculpture en Égypte
- Sculpteurs égyptiens, dont
  - Jussuf Abbo (1890-1953), Gamal El-Sagini (917-1977), Moawad GadElrab (1929-1983), George Bahgoury (1932-), Arto Tchakmaktchian (1933-2019), Armen Agop (en), Lara Baladi (1969)

### Architecture
- Architecture en Égypte (en), Architecture en Égypte (rubriques)
- Faras (Soudan)
- Coptic architecture (en)
  - List of Coptic Churches in Egypt (en)
- Architecture mamelouke (1250-1517)
- Monuments en Égypte
  - List of Egyptian castles, forts, fortifications and city walls (en)
  - List of palaces in Egypt (en)
  - Citadelle de Saladin
  - Palais Al-Manyal
- Architectes égyptiens
- Urbanisme en Égypte (rubriques)

### Photographie
- Photographie par pays
- Photographie en Égypte
- Photographes égyptiens
- Mohamed Nagy (artiste) (en) (1888-1956), Musée Mohamed Nagy (en)
- Nermine Hammam (1967-)
- Lara Baladi (1969-)
- Youssef Nabil (1972-)

### Graphisme
- Catégorie:Graphiste égyptien

### Vidéo
- Susan Hefuna (1962-)
- Amal Kenawy (1974-2012)

## Arts du spectacle
- Spectacle vivant, Performance, Art sonore
- Arts de la performance en Égypte
- El Sawy Culture Wheel (en)
- Festivals artistiques en Égypte
- Formation aux arts de la performance en Égypte

### Musique
- Musique par pays

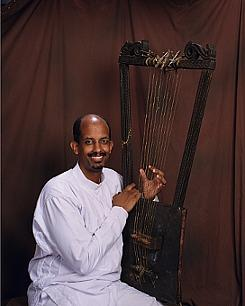
Begena

- Musique improvisée, Improvisation musicale
- Musique égyptienne, Musique égyptienne (rubriques)
- Musiciens égyptiens, Compositeurs égyptiens
- Chanteurs égyptiens, Chanteuses égyptiennes
- Écoles de musique par pays, Écoles de musique en Égypte
- Opéra en arabe (en)
- Opéra khédival du Caire, Cairo Opera House, Wadih Sabra
- Art du chant arabe (en)
- Michael Frishkopf, La voix du poète : tarab et poésie dans le chant mystique soufi (1996)
- Œuvres d'un compositeur égyptien, Opéras égyptiens
- Rythme en musique arabe (en)
- Musique islamique, Musique arabe, Musique traditionnelle

### Danse
- Danse en Égypte, Danse en Égypte (rubriques),
- Liste de danses traditionnelles en Égypte, Danse populaire égyptienne (en), Tanoura, Saidi, Baladi, Danse orientale, Raqs sharqi (en)
- Ghawazi
- Liste de danses populaires, ethniques, régionales par origine (en)
- Danse du Moyen-Orient (en)
- Danse africaine
- Danses d'Égypte (en),
- Danseusr égyptiens, Danseuses égyptiennes, Ghawazi
- Liste de chorégraphes contemporains, Chorégraphes égyptiens
- Liste de compagnies de danse et de ballet, Compagnies de danse contemporaines
- Compagnies de danse en Égypte
- Enseignement de la danse en Égypte, Ballet égyptien (ar)
- Danse contemporaine, Danse contemporaine en Égypte
- Festivals égyptiens de danse
- Patinage artistique par pays

### Théâtre
- Improvisation théâtrale, Jeu narratif
- Théâtre égyptien (rubriques)
- Présentation historique rapide[4] (2009)
- Troupes anciennes : Abou Khalil Al Kabani (1885), Iskandar Farah (1891), Salama Hegaziy (1905), Naguib El Rehani (1914), Ali El Kassar (1915), Khalil Motrane (1935)...
- Dramaturges égyptiens, Metteurs en scène égyptiens
  - Salah Abdel Sabour, Tawfiq al-Hakim, Ahmed Chawqi, Youssef Idriss, Ra'ouf Mus'ad (en), Mohamed al-Refai (en), Lenin El-Ramly (en)
- Pièces de théâtre égyptiennes
  - L'École des rebelles (1973)
  - Al Ayal Kibrit (en), The Buffet (play) (en), El Leila El Kebira (en), L'École des rebelles, Al Motazawegoon (en)
- Théâtre expérimental dans le monde arabe (en)

### Autres: marionnettes, mime, pantomime, prestidigitation
- Formes mineures des arts de scène

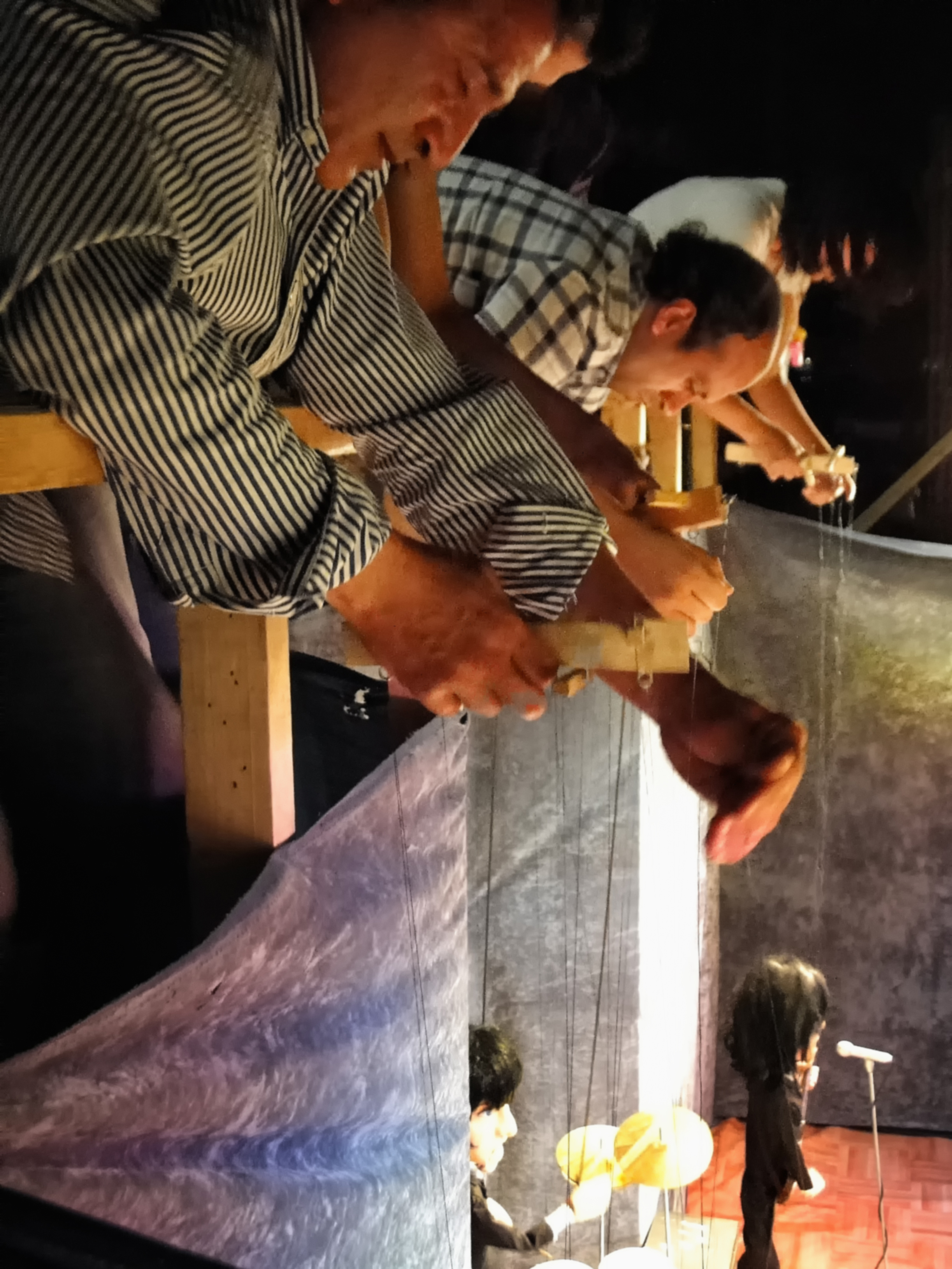
Spectacle de marionnettes.

- Arts de la rue, Arts forains, Cirque,Théâtre de rue, Spectacle de rue,
- Marionnette, Arts pluridisciplinaires, Performance (art)…
- Un Cirque du Caire a été créé en 1869, pour des représentations du cirque de Théodore Rancy, à l'époque d'Ismaïl Pacha[5]
- Théâtre National de Marionnettes du Caire
- Arts de la marionnette en Égypte sur le site de l'Union internationale de la marionnette
  - Premier Festival International de Marionnettes d'Alexandrie (2014)
  - Exposition Nationale Annuelle de Marionnettes (Égypte, depuis 2015)
  - Rania Refaat : Pergola Puppet Theatre (Le Caire)[6]

### Cinéma
- Animation par pays, Cartoon
- Cinéma égyptien, Cinéma égyptien (rubriques)
- Réalisateurs égyptiens, Scénaristes égyptiens
  - Youssef Chahine, Marwan Hamed, Yousry Nasrallah
- Acteurs égyptiens, Actrices égyptiennes
- Films égyptiens, Films documentaires égyptiens, Films d'animation égyptiens
- Liste de films égyptiens

### Autres
- Vidéo, Jeux vidéo, Art numérique, Art interactif
- Culture alternative, Culture underground

## Tourisme
- Tourisme en Égypte
- Sur WikiVoyage
- Conseils aux voyageurs pour l'Égypte :
  - France Diplomatie.gouv.fr
  - Canada international.gc.ca
  - CG Suisse eda.admin.ch
  - USA US travel.state.gov

## Patrimoine
- Bibliotheca Alexandrina
- Centre de Documentation de l'Héritage Culturel et Naturel (en)
- Archives en Égypte
- Centres d'Art en Égypte, Alexandria Center of Arts (en), El Sawy Culture Wheel (en)
- Pierre de Rosette
- Catégorie:Archéologie en Égypte

### Musées
- Liste de musées en Égypte

### Liste du Patrimoine mondial
Le programme Patrimoine mondial (UNESCO, 1971) a inscrit dans sa liste du Patrimoine mondial (au 12/01/2016) : Liste du patrimoine mondial en Égypte.

### Liste représentative du patrimoine culturel immatériel de l’humanité
Le programme Patrimoine culturel immatériel (UNESCO, 2003) a inscrit dans sa liste représentative du patrimoine culturel immatériel de l’humanité (au 12/01/2016) : Liste du patrimoine culturel immatériel de l'humanité en Égypte.
- L’épopée Al-Sirah al-Hilaliyyah
- Tahtib
- 2016 : le tahteeb, jeu du bâton[7].

### Registre international Mémoire du monde
Le programme Mémoire du monde (UNESCO, 1992) a inscrit dans son registre international Mémoire du monde (au 15/01/2016) : Contribution égyptienne.